# Lappula macrantha
Lappula macrantha är en strävbladig växtart som först beskrevs av Ledebour, och fick sitt nu gällande namn av Gürke. Lappula macrantha ingår i släktet piggfrön, och familjen strävbladiga växter. Inga underarter finns listade i Catalogue of Life.